# Altenbrak
Altenbrak is een plaats en voormalige gemeente in de Duitse deelstaat Saksen-Anhalt, en maakt deel uit van de Landkreis Harz.
Altenbrak telt 368 inwoners.